# Gobiosoma ginsburgi
Gobiosoma ginsburgi är en fiskart som beskrevs av Hildebrand och Schroeder 1928. Gobiosoma ginsburgi ingår i släktet Gobiosoma och familjen smörbultsfiskar. Inga underarter finns listade i Catalogue of Life.